# Cheval en Syrie
Le cheval en Syrie est essentiellement représenté par la race Arabe. Présent de longue date, il est élevé dans les régions de Hauran, du Djebel el-Druze, et dans la plaine d'Akkar.

## Histoire
Les équidés sont historiquement très prisés sur le territoire syrien. Le sud de la Syrie était, au début du XXe siècle, le territoire d'une confédération de tribus arabes d'éleveurs de chevaux, les Anazé. Les habitants du désert syrien sont essentiellement des cavaliers.
Le très célèbre cheval Darley Arabian, connu par des correspondances de son propriétaire Anglais Thomas Darley faisant état de difficultés pour le transporter jusqu'en Angleterre, naît en mars ou avril 1700 parmi des éleveurs bédouins, très probablement dans le désert des environs de Palmyre,.
Le pays rejoint la World Arabian Horse Organization (WAHO) en 1989, puis créée l'Association syrienne du cheval arabe, affiliée à la WAHO, en 2003. Cette association connaît son âge d'or de 2004 à 2010.
En avril 2019, une grave pénurie d'essence pousse les Syriens, particulièrement dans la capitale Damas, à abandonner leurs véhicules à essence pour recourir à la traction hippomobile. Selon l'Agence France-Presse, l'organisation d'un festival du cheval arabe à Damas en 2019 est un symbole de la fin de la guerre contre l'État islamique, et du retour à la normale.

## Pratiques

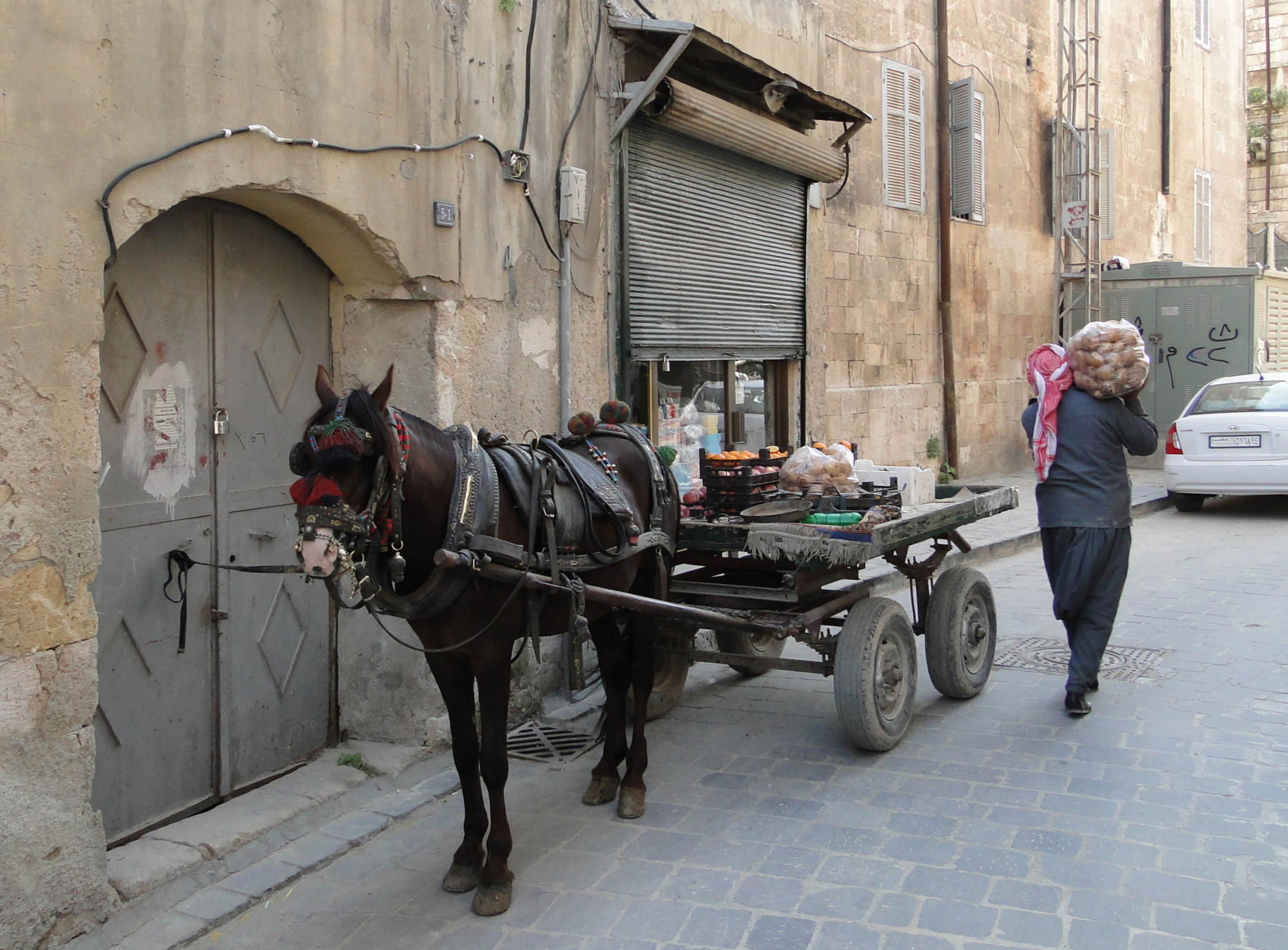
Attelage hippomobile à Alep, en 2010.

Les courses de chevaux sont de nouveau tenues depuis la fin de la guerre contre l'État islamique, en 2019. La Syrie organise aussi des Concours de modèle et allures (show) en licol, et des courses d'endurance.

## Élevage
D'après l'agronome français Philippe Barbié de Préaudeau (1987), l'élevage syrien s'est surtout pratiqué sur le plateau du Hauran, dans le Djebel el-Druze, et dans la plaine d'Akkar.

### Races élevées
La Syrie est membre de la WAHO, et tient un stud-book pour la race Arabe, comptant 8 388 chevaux de pure race en 2019. Ces animaux font l'objet de tests d'ADN et de tests de filiation.
La base de données DAD-IS recense deux races spécifiques propres à la Syrie, l'Arabe et l'Arabe syrien.

### Maladies et parasitage
Les textes vétérinaires en ougaritique témoignent de l'importance rapidement accordée à la santé du cheval.

## Annexe